# 小行星4533
小行星4533（英語：4533 Orth）是一颗围绕太阳公转的小行星。1986年3月7日，卡罗琳·舒梅克在帕洛马山发现了此天体。
这颗小行星的绝对星等为292.1915714798719等。